# Iniciado del alba
"Iniciado del alba" es una canción compuesta por el músico argentino Luis Alberto Spinetta e interpretada por la banda Pescado Rabioso, que integra el álbum doble Pescado 2 de 1973, segundo álbum de la banda, ubicado en la posición n.º 19 de la lista de los 100 mejores discos del rock argentino por la revista Rolling Stone.
Para este tema Pescado Rabioso forma con Spinetta guitarra eléctrica, David Lebón en guitarra acústica, Carlos Cutaia en el órgano eléctrico y Black Amaya en batería. Las voces están a cargo de Spinetta y Lebón.

## La canción
"Iniciado del alba" es el segundo track (Disco 1, Lado A, 2) del álbum doble Pescado 2, "una canción con un ritmo blusero, con mezcla de folk y rock progresivo". El tema forma una unidad temática con el siguiente tema, "Poseído del alba", ambos con eje en el amanecer. Se nota la inspiración en las abstracciones y ensoñaciones de la obra de Rimbaud, que caracteriza la mayor parte del álbum. Spinetta, en el cuadernillo que acompaña el álbum dice con respecto a ambos temas:

Los amaneceres siempre inquietaron a los poetas, hasta el punto de verse asumidos en la metamorfosis de la luz tratando de ver en ello la propia luz del centro del alma esencial.
Cuadernillo Pescado 2

En el cuadernillo aparece un pequeño dibujo del iniciado del alba, un joven barbudo y de pelo largo, que aparece arrodillado y con las manos en lo alto, en señal de celebración. Frente a él hay un objeto triangular, plano, que flota simbolizando la luz del alba. También puede verse una "luna del alba", rodeada de estrellas.
El tema es interpretado con dos guitarras, una acústica interpretada por Lebón y otra eléctrica, interpretada por Spinetta, además de la batería -muy presente- y el órgano. Las voces se escuchan distorsionadas por el uso de un equipo Leslie.
La letra, en la parte final, dice que el que amanece es el pueblo, y que lo hace sin gemir.